# Giỏ

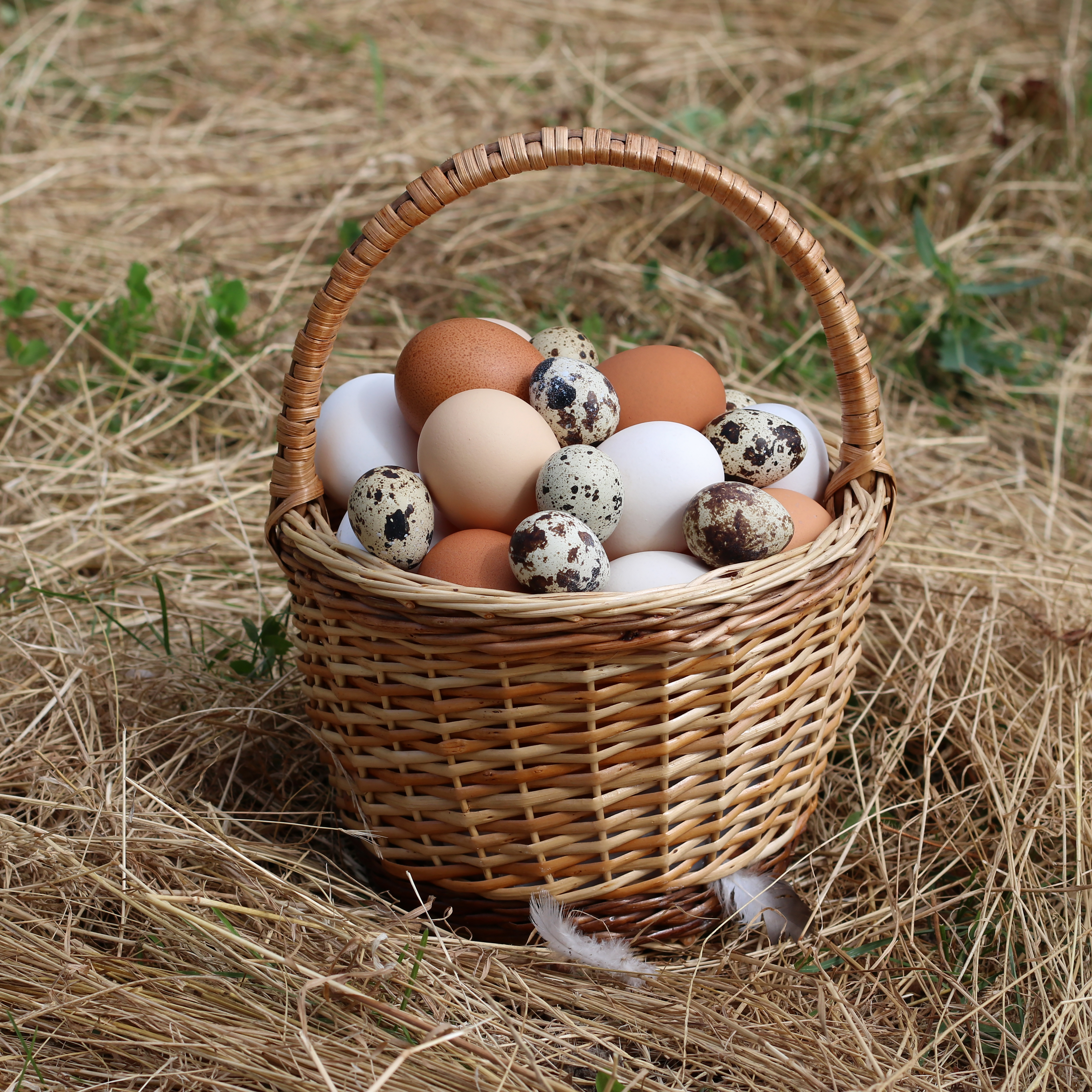
Một giỏ trứng các loại

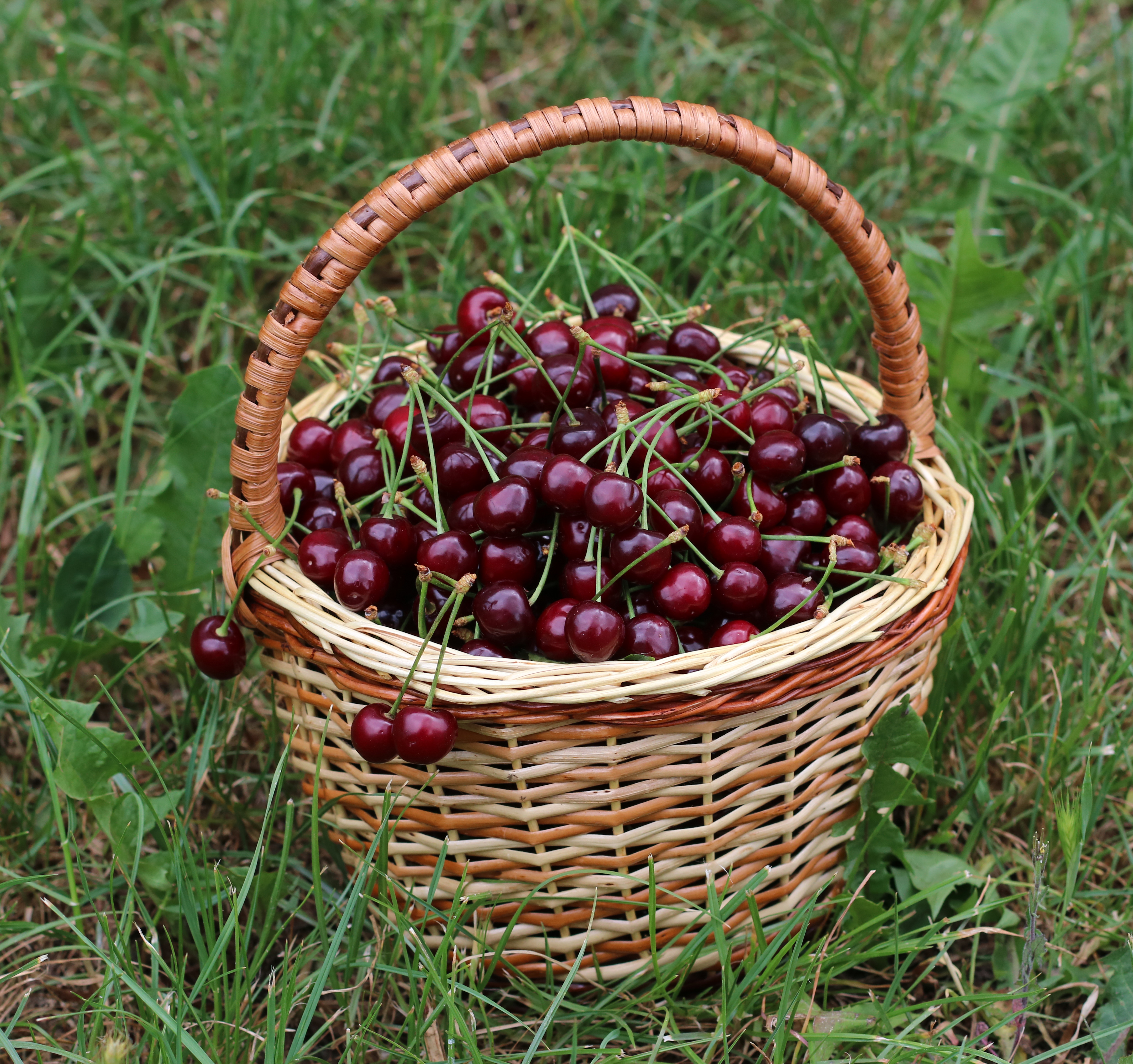
Một cái giỏ sơ-ri

Giỏ là một loại dụng cụ chứa đựng cỡ vừa và nhỏ và được làm từ các loại vật liệu xơ cứng như nẹp gỗ, các loại tre, nứa, mây, lát, mía theo truyền thống hoặc bằng nhựa, kim loại và các vật liệu hiện đại khác. Trong khi hầu hết các giỏ được làm từ nguyên liệu thực vật, vật liệu khác như lông bờm ngựa, sừng, hoặc dây kim loại và giỏ thường được dệt bằng tay. Một số loại giỏ được trang bị nắp đậy. Hệ thực vật có sẵn trong một khu vực ảnh hưởng đến lựa chọn vật liệu, do đó ảnh hưởng đến kỹ thuật dệt. Mây hoặc cây cọ, cỏ tranh, gianh của vùng ôn đới đòi hỏi một phương pháp đan lát khác nhau và bện xoắn sẽ được thực hiện, do có sự khác nhau về nghệ thuật cho phép các nhà sản xuất giỏ nhiều lựa chọn về màu sắc, chất liệu, kích thước, hoa văn và họa tiết. Giỏ thường có các loại theo công dụng như: giỏ trái cây, giỏ để thức ăn, giỏ để đồ đạc, thêu thùa.

## Thư viện ảnh

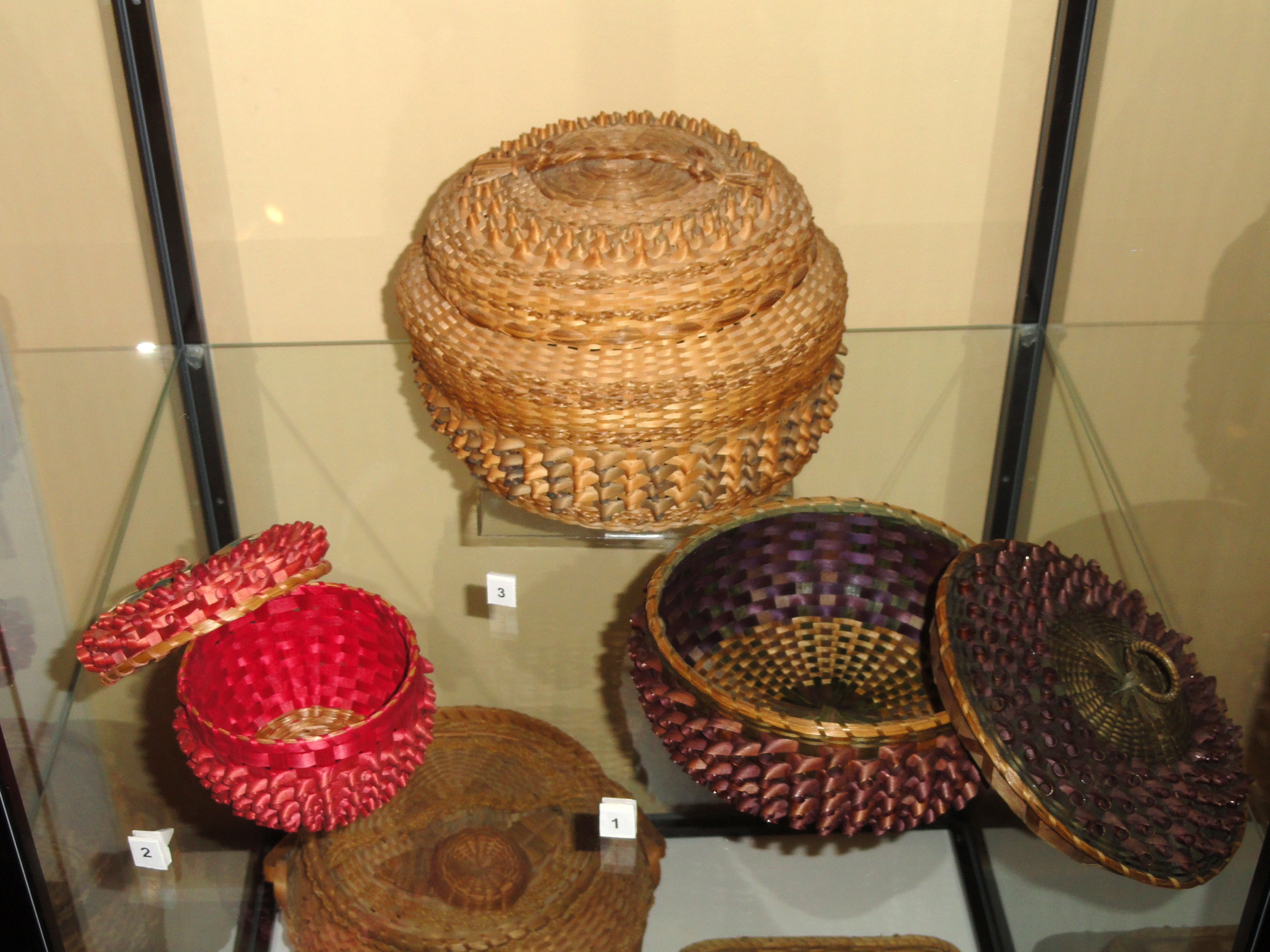
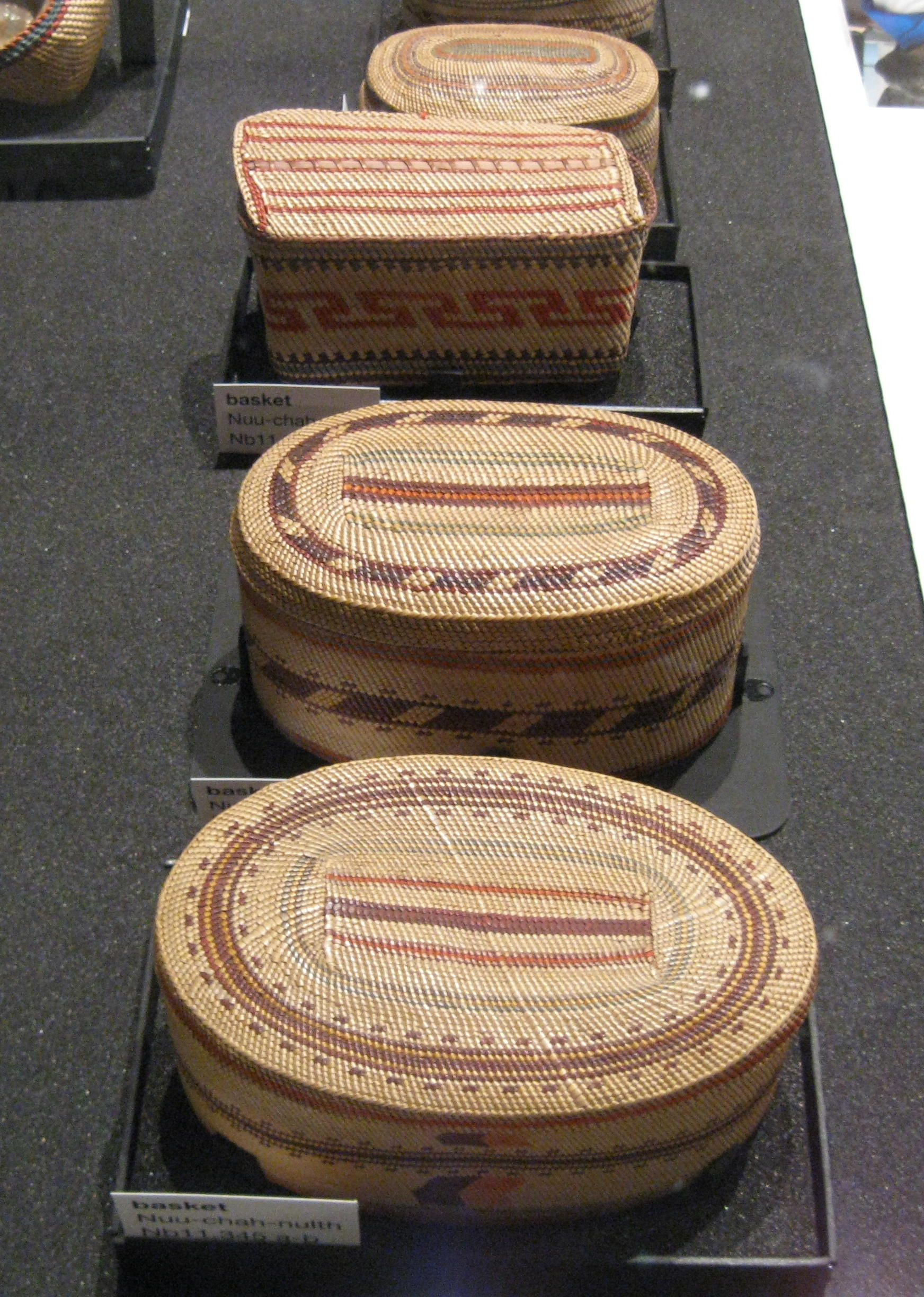
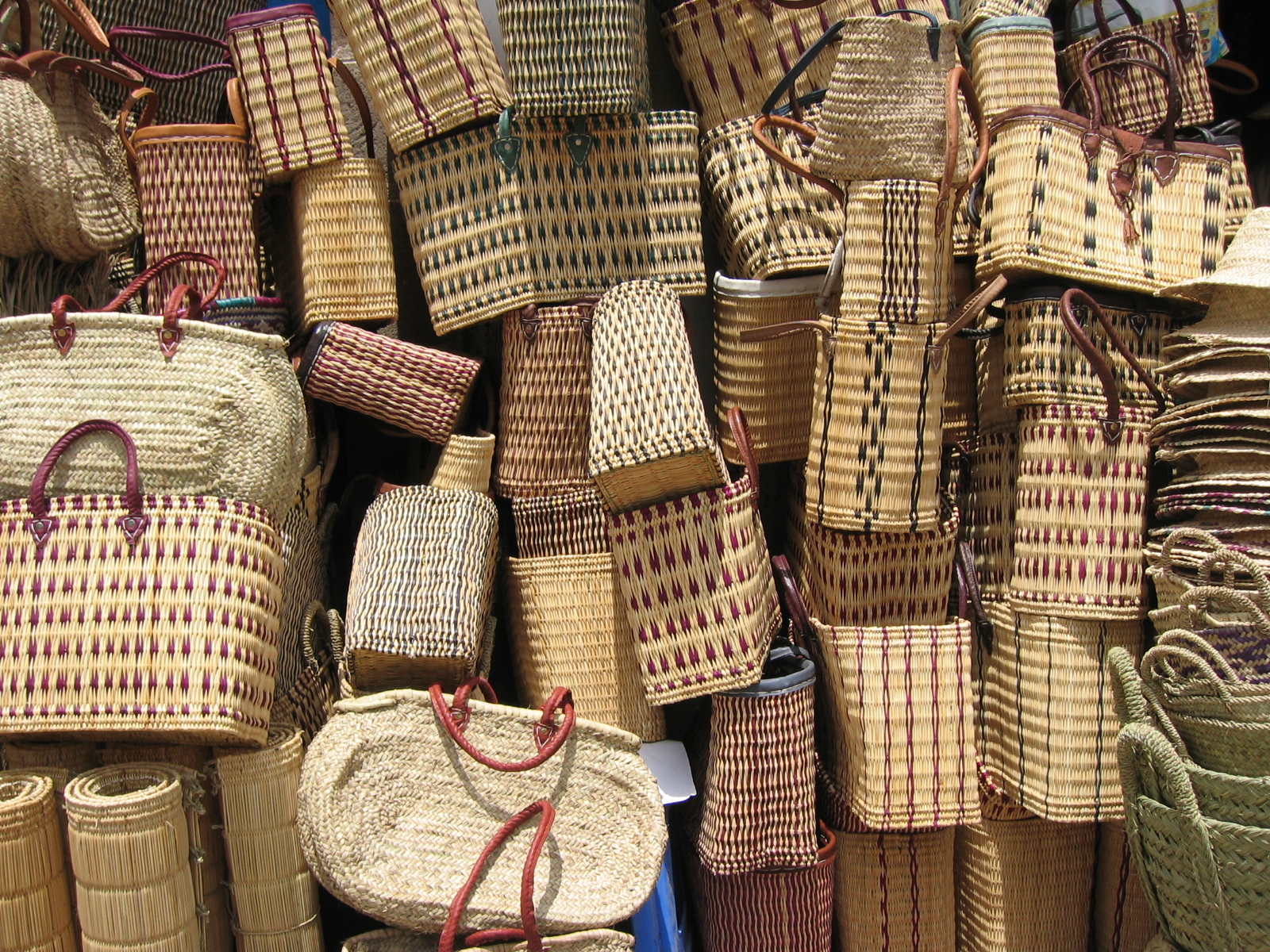
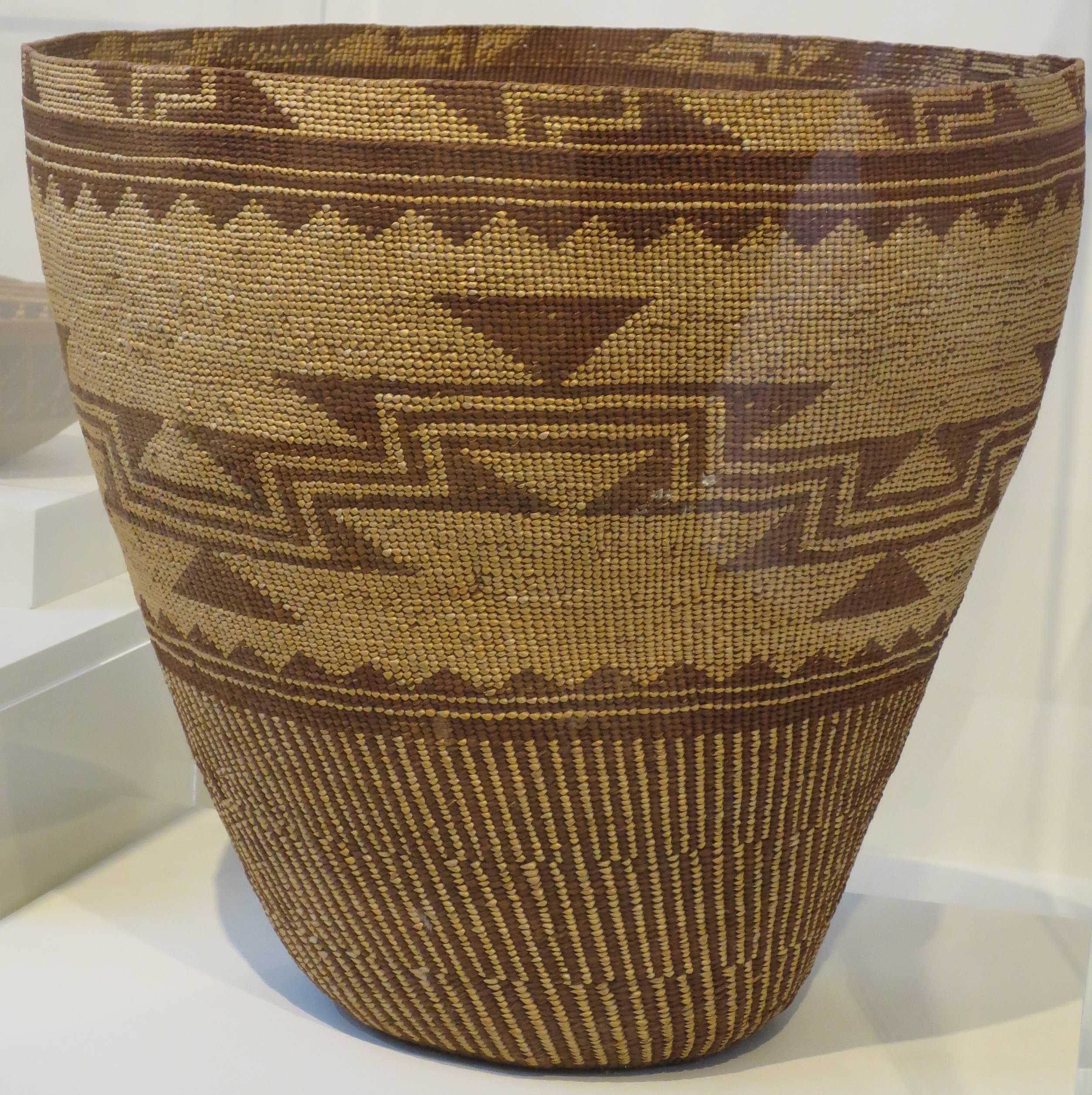
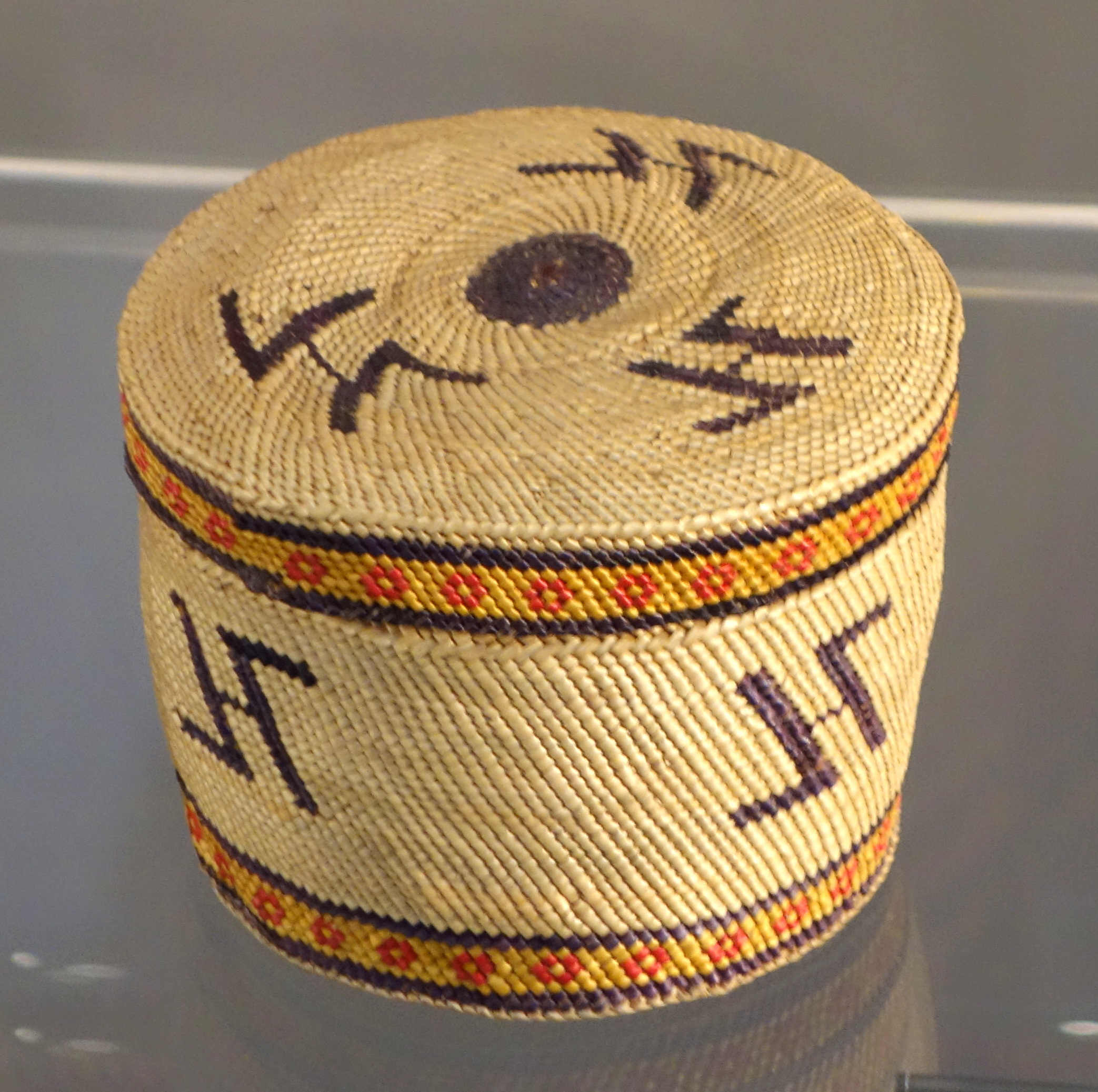
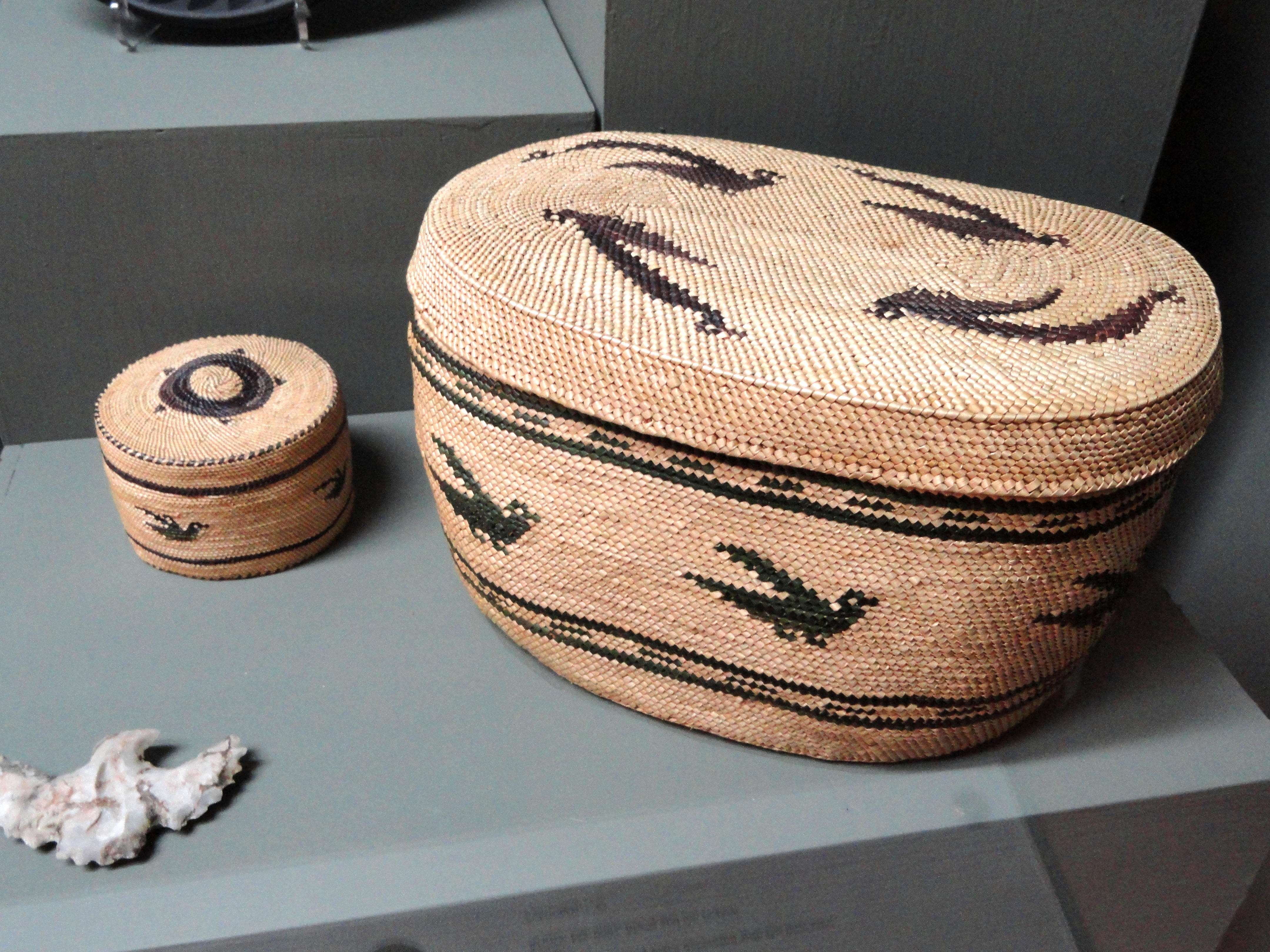
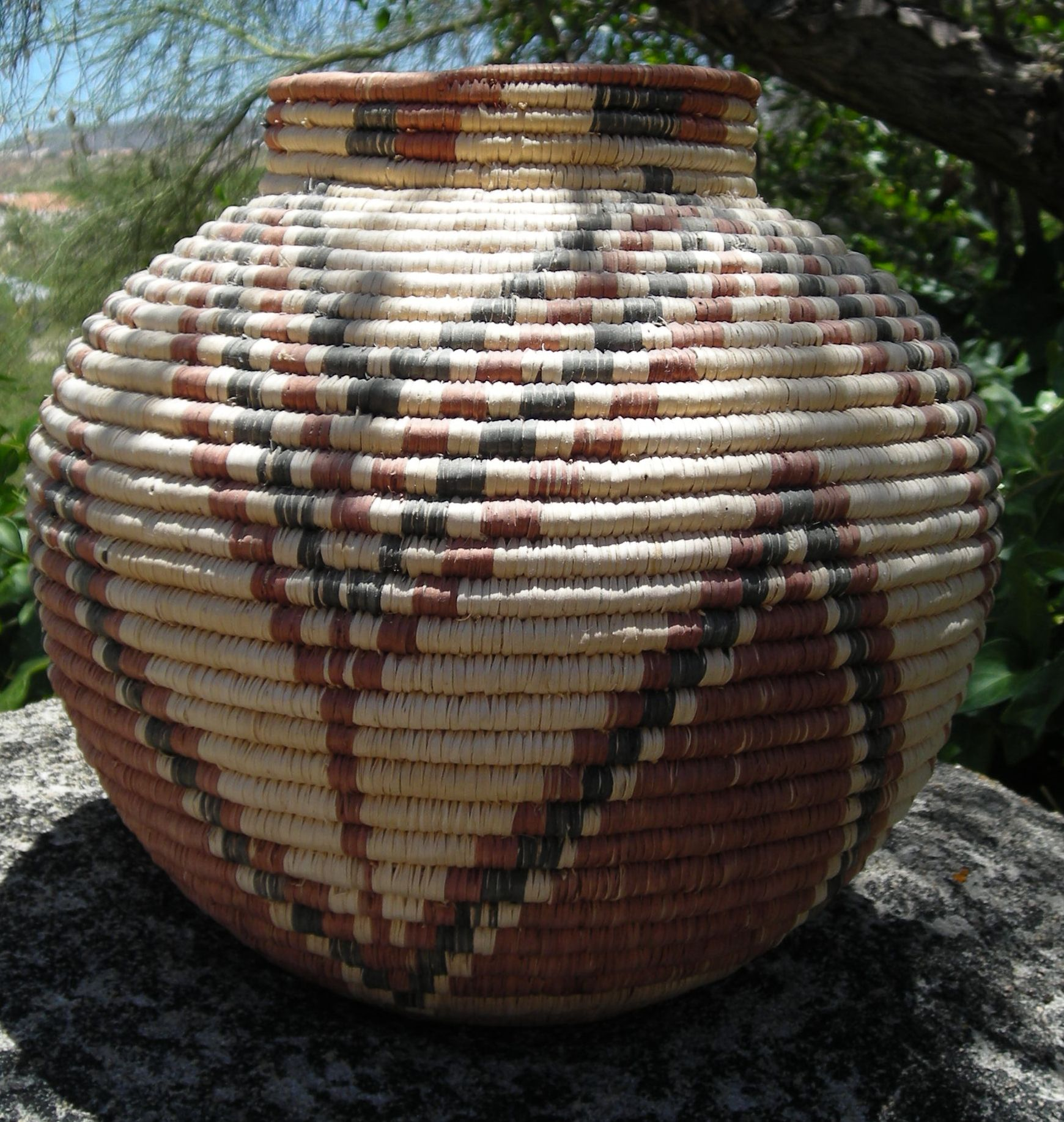
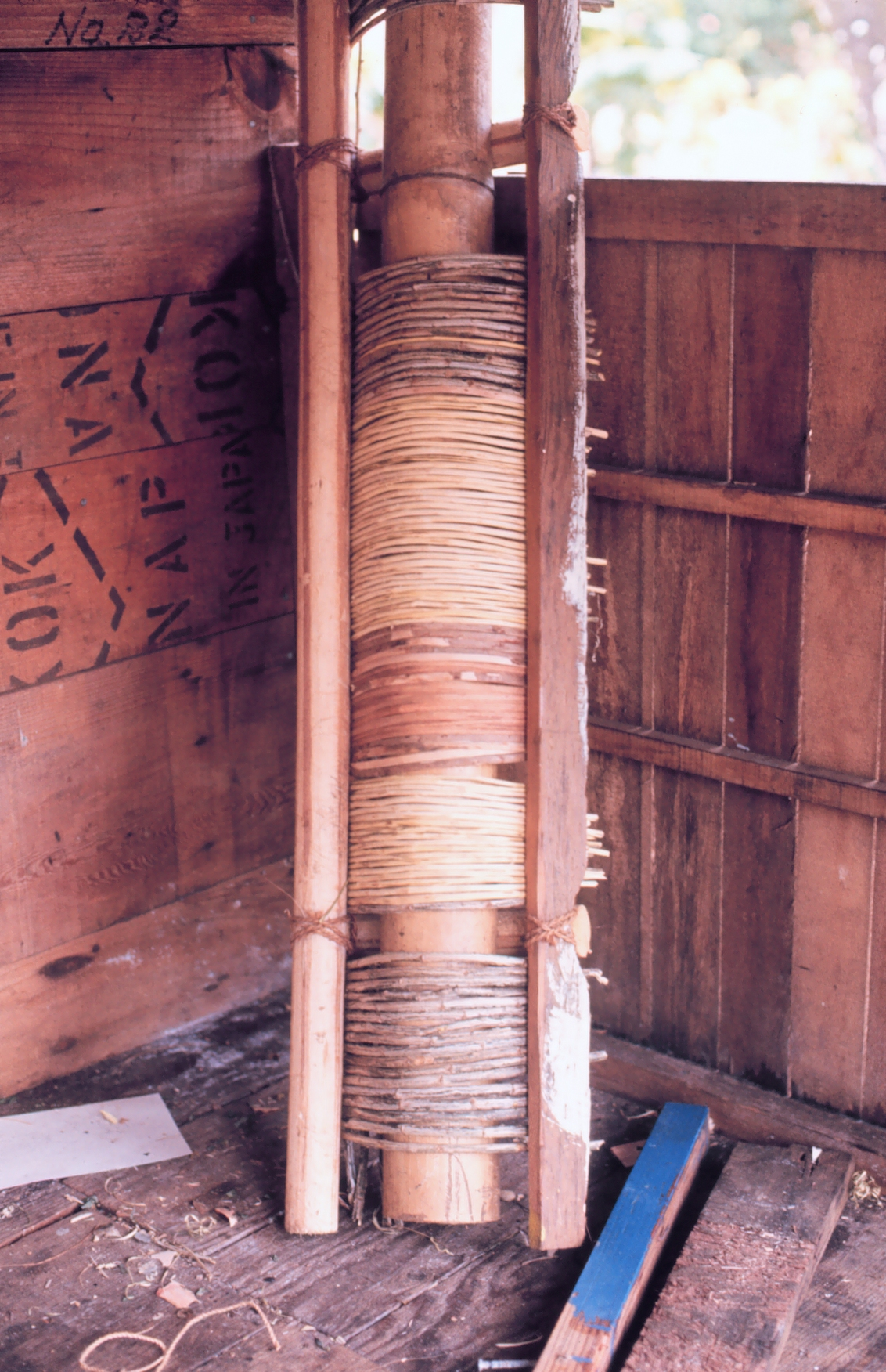
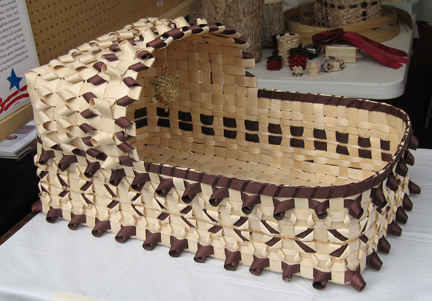
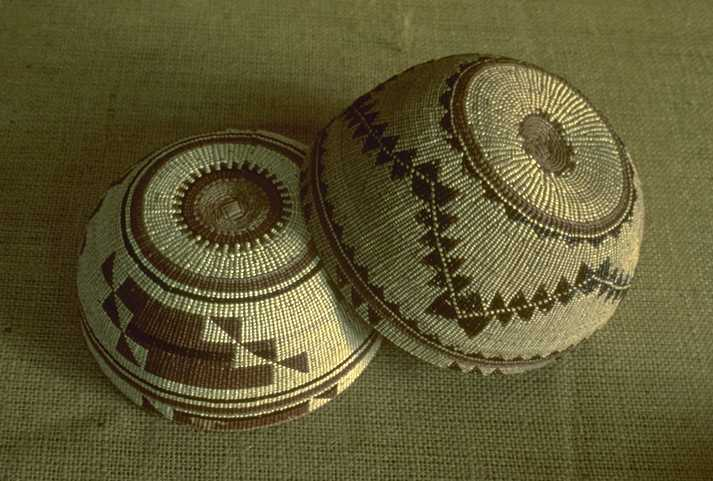
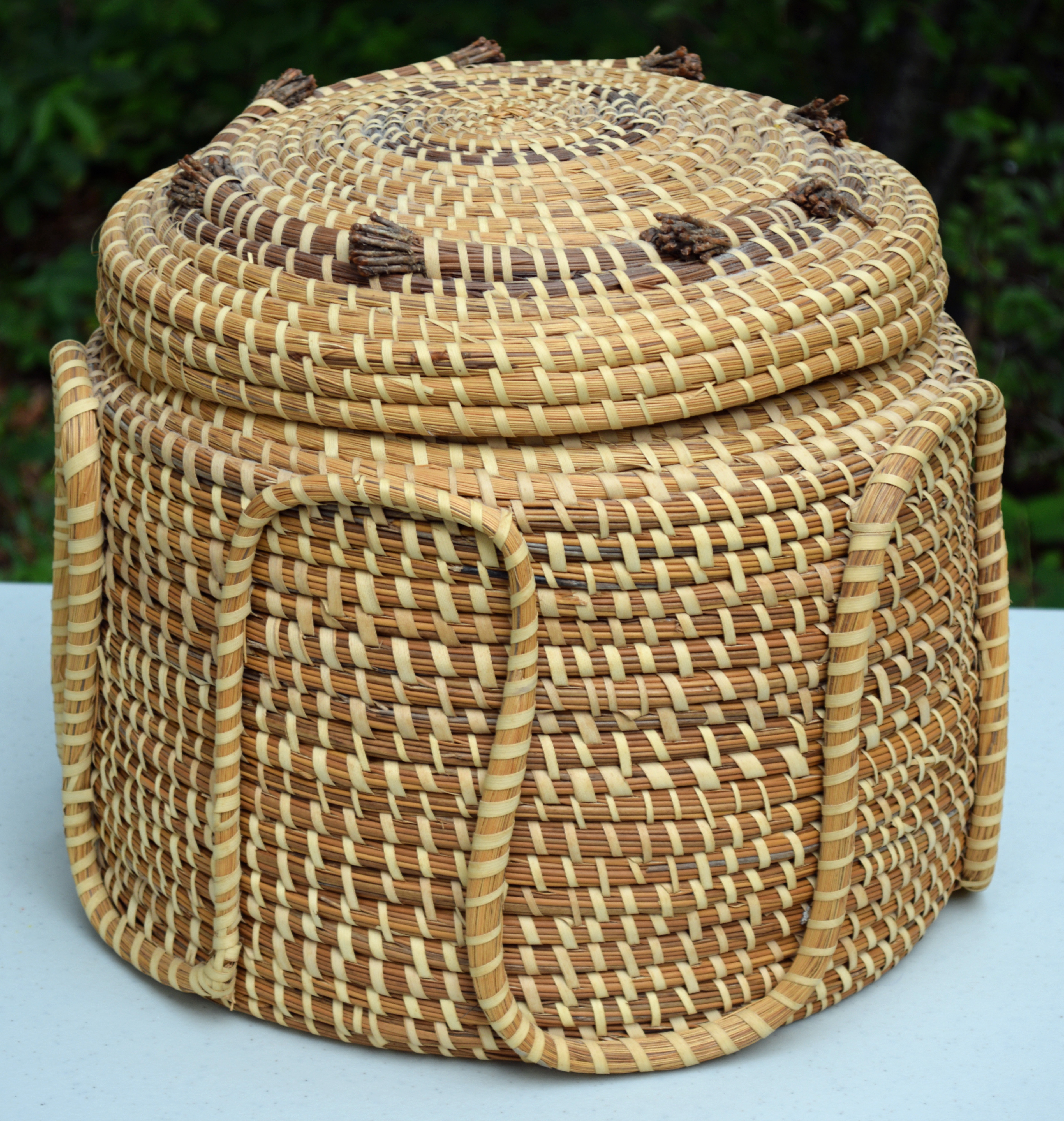
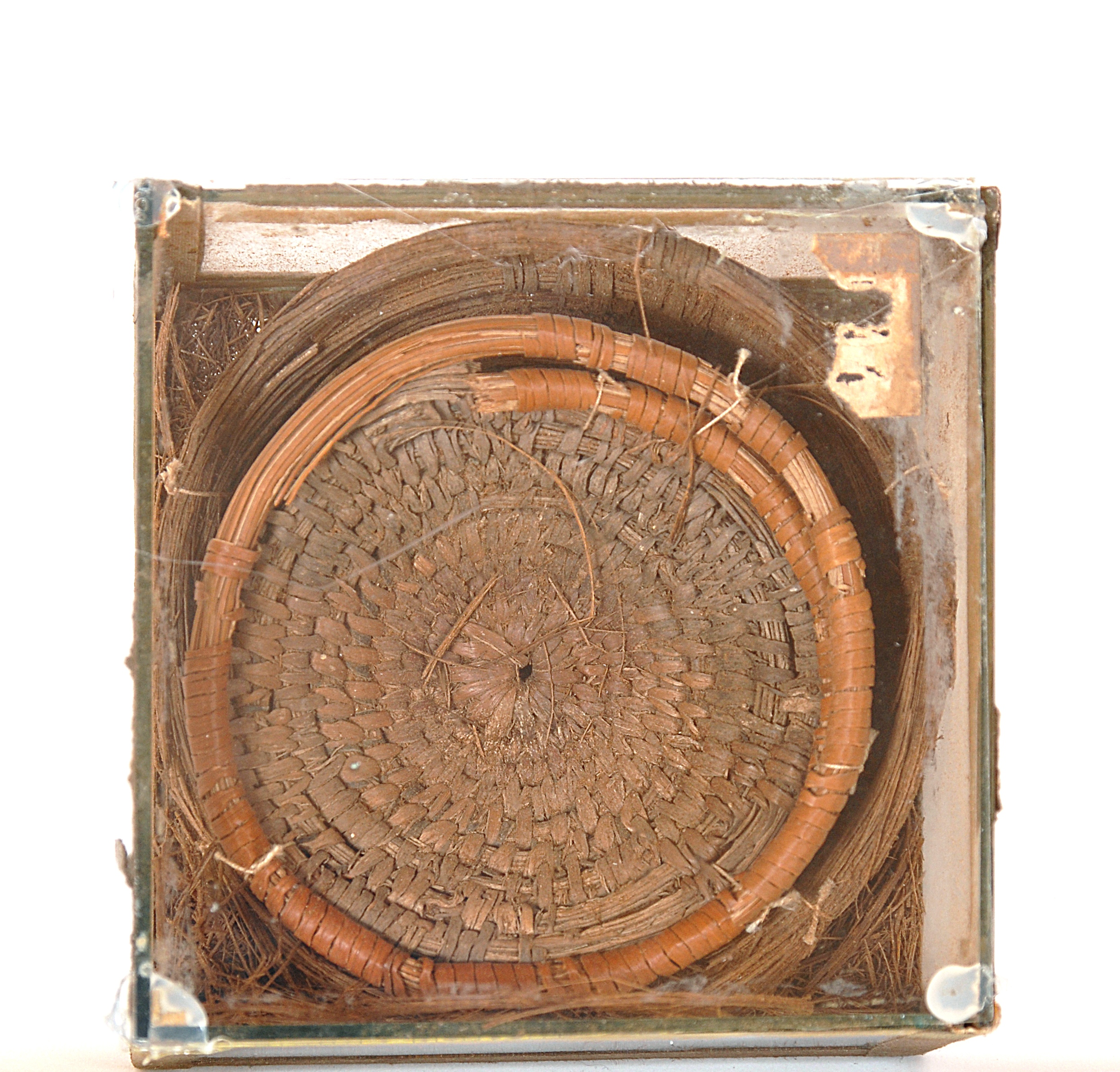
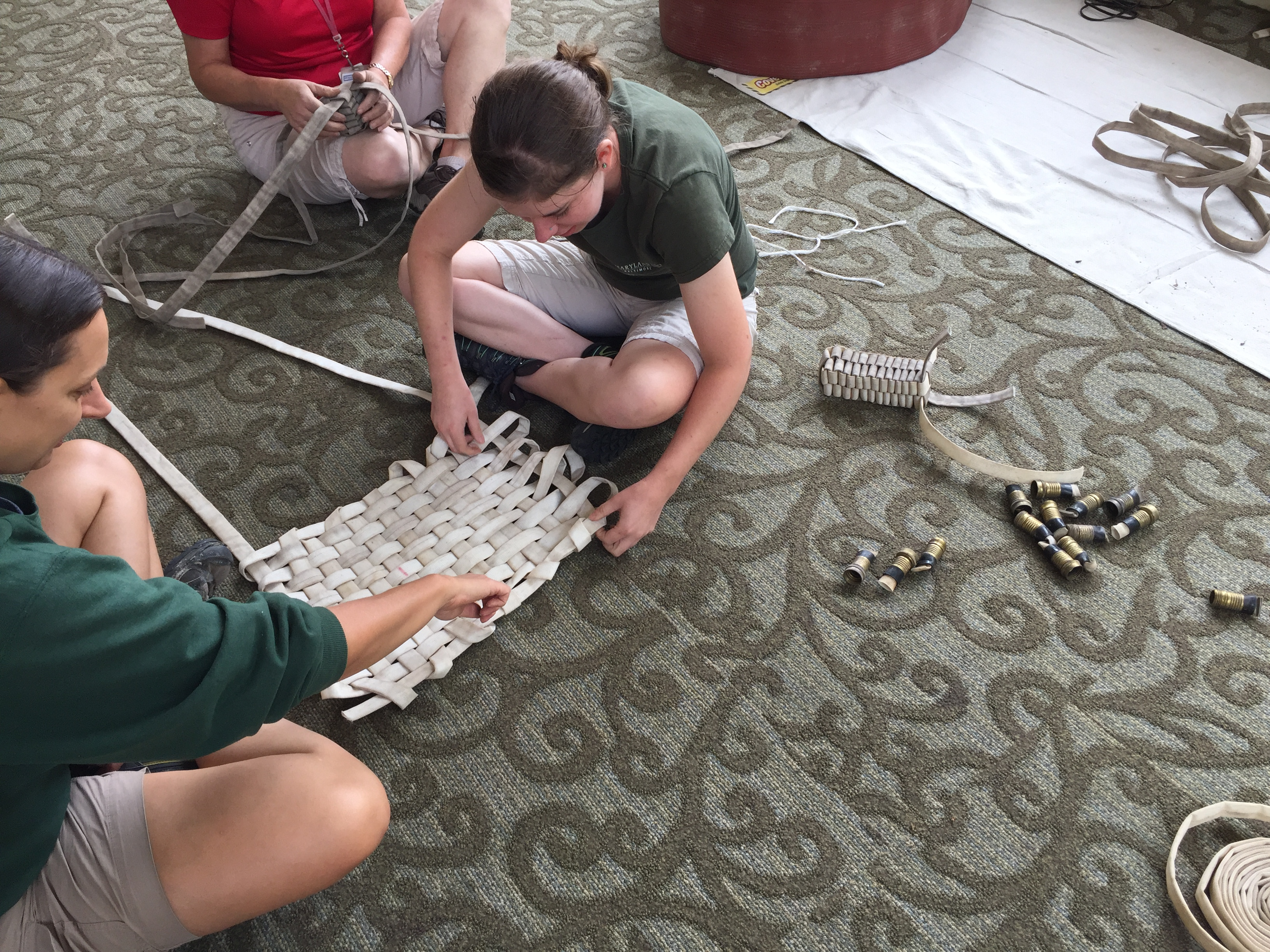